# Philipp Johann von Schoeller
Philipp Johann von Schoeller (* 7. November 1835 in Brünn; † 2. September 1892 in Groß-Čakovice bei Prag) war ein österreich-ungarischer Industrieller in der Zuckerindustrie.

## Leben und Wirken
Der Sohn des Großunternehmers Philipp Wilhelm von Schoeller (1797–1877) studierte an der Ingenieurschule für Bauwesen in Gotha und an der Technischen Hochschule Dresden und übernahm nach erfolgreichem Abschluss seiner Studienzeit ab 1856 die unternehmerische Leitung der von seinem Vater und seinem Großonkel Alexander von Schoeller gegründeten Zuckerfabriken in Groß-Čakovice, Čáslav und Vrdy bei Prag. 

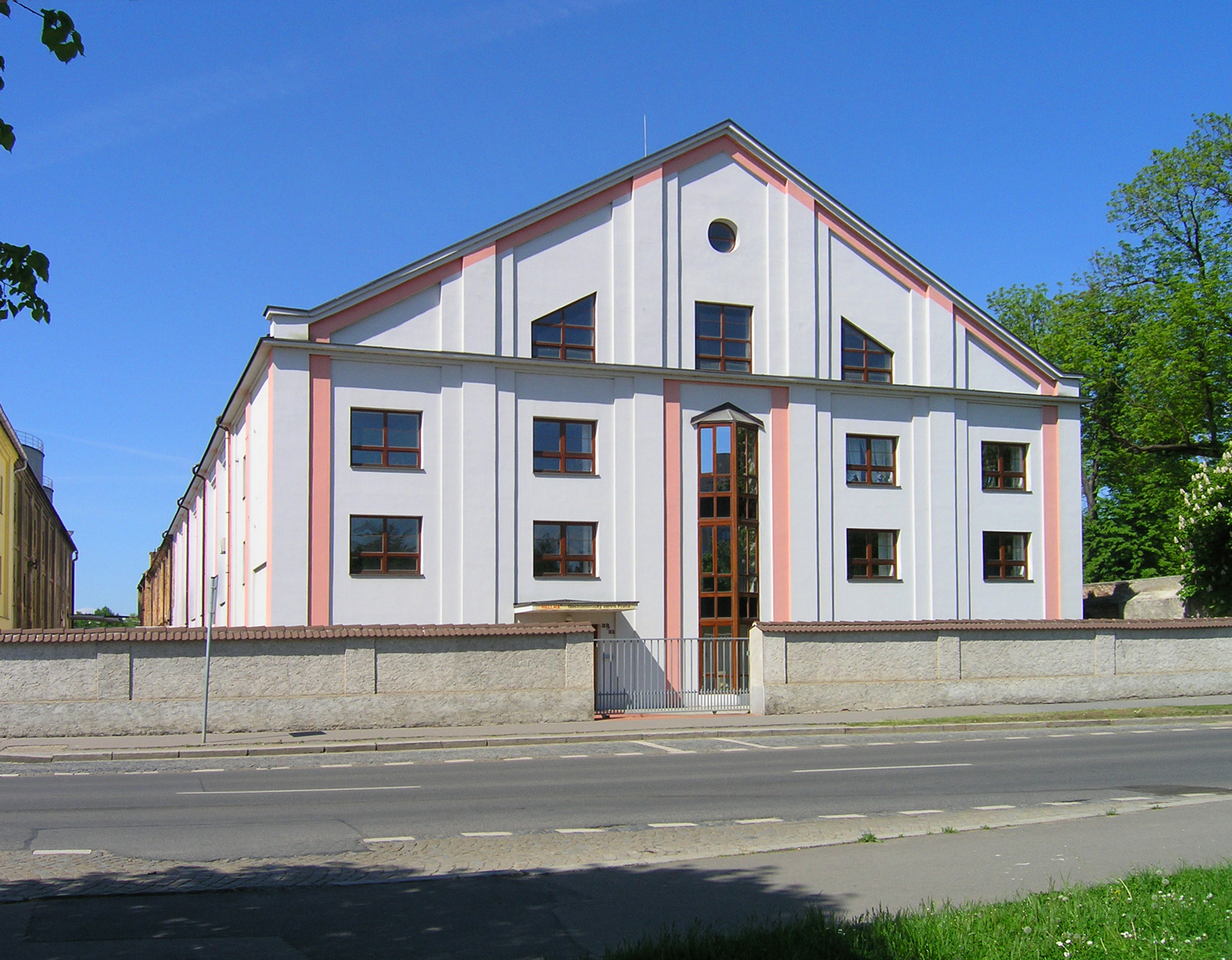
Ehemalige Zuckerfabrik in Čakovice

Besonders in der Čakovicer Fabrik, die zum Zeitpunkt seines Eintritts auf Grund steigenden Bedarfs an Zuckerprodukten bereits um eine zweite Abteilung erweitert worden war, bemühte sich Schoeller sowohl um weitere technische Erneuerungen als auch um eine funktionierende Infrastruktur für Handel und Transport. So führte er unter anderem als erster Unternehmer in der Zuckerindustrie das von Julius Robert im Jahr 1865 erfundene Diffusionsverfahren zur Saftgewinnung bei der Zuckerfabrikation ein, setzte sich für Verbesserungen im Bahn- und Wasserleitungsbau in der Region ein und konzentrierte sich durch die Gründung einer eigenen Abteilung für Exportwaren verstärkt auf den Vertrieb seiner Waren.
Neben seinen hauptberuflichen Aufgaben war Schoeller Gesellschafter unter anderem bei dem familieneigenen Wiener Großhandels- und Bankhaus Schoeller & Co., der späteren Schoellerbank, sowie bei der unter der Leitung seines Bruders Gustav von Schoeller stehenden Gebr. Schoeller k. k. Feintuch- und Wollwarenfabrik in Brünn und der Leipnik-Lundenburger Zuckerfabriken AG. Weiterhin war er Mitglied in mehreren Aufsichts- und Verwaltungsräten und erwarb sich hierbei besondere Verdienste im Verwaltungsrat der Assekuranzversicherung von Zuckerfabrikanten in der österreich-ungarischen Monarchie in Prag, dem er seit 1876 angehörte und ab 1882 als Präsident leitete. In dieser Funktion war er 1881 Gründer und erster Präsident des mit der Versicherung kooperierenden Beamtenpensionsinstituts der Mitglieder des Assekuranzvereins von Zuckerfabriken.
Darüber hinaus setzte sich Schoeller auch maßgeblich für verbesserte Lebensbedingungen seiner Beschäftigten ein und ließ vor allem Arbeiterwohnungen und Kindergärten für Arbeiterkinder bauen. Für seine gesamten Verdienste wurde er schließlich 1879 mit der Verleihung des Ritterkreuzes des Franz-Joseph-Ordens geehrt.

## Familie
Philipp Johann von Schoeller, in dritter Generation aus der rheinischen Unternehmerfamilie Schoeller abstammend, war verheiratet mit Idaliese Edle von Schickh († 1896) und hatte mit ihr die Söhne Philipp Josef von Schoeller (1864–1906) und Richard von Schoeller (1871–1950). 
Richard von Schoeller wurde von seinem Vetter Sir Paul Eduard von Schoeller unter anderem als Nachfolger in die Leitung der Ternitzer Schoeller-Stahlwerke, der späteren Schoeller-Bleckmann Stahlwerke, und der anteilsmäßig im Familienbesitz befindlichen Mühlen- und Brauereibetriebe berufen.
Philipp Josef folgte seinem Vater in der Leitung der Schoellerschen Zuckerfabriken, musste die Čakovicer Fabrik nach einem Brand 1894 wieder neu aufbauen und einrichten und war als Funktionär maßgeblich am Zustandekommen der internationalen Zuckerkonvention vom 5. März 1902 in Brüssel beteiligt. Sein Sohn Philipp Alois (1892–1977) übernahm von seinem Onkel Richard die Leitung der Schoeller-Bleckmann Stahlwerke und baute sie zu einem bedeutenden Teil der österreichischen Rüstungsindustrie für den Zweiten Weltkrieg aus, woraufhin er, als frühes illegales NSDAP-Mitglied, später von Hitler zum Wehrwirtschaftsführer ernannt wurde.